# Квита Изина
Квита Изина (англ. Kwita Izina) — церемония присвоения имени новорожденному детёнышу горной горрилы, проходящая в Руанде.

## История

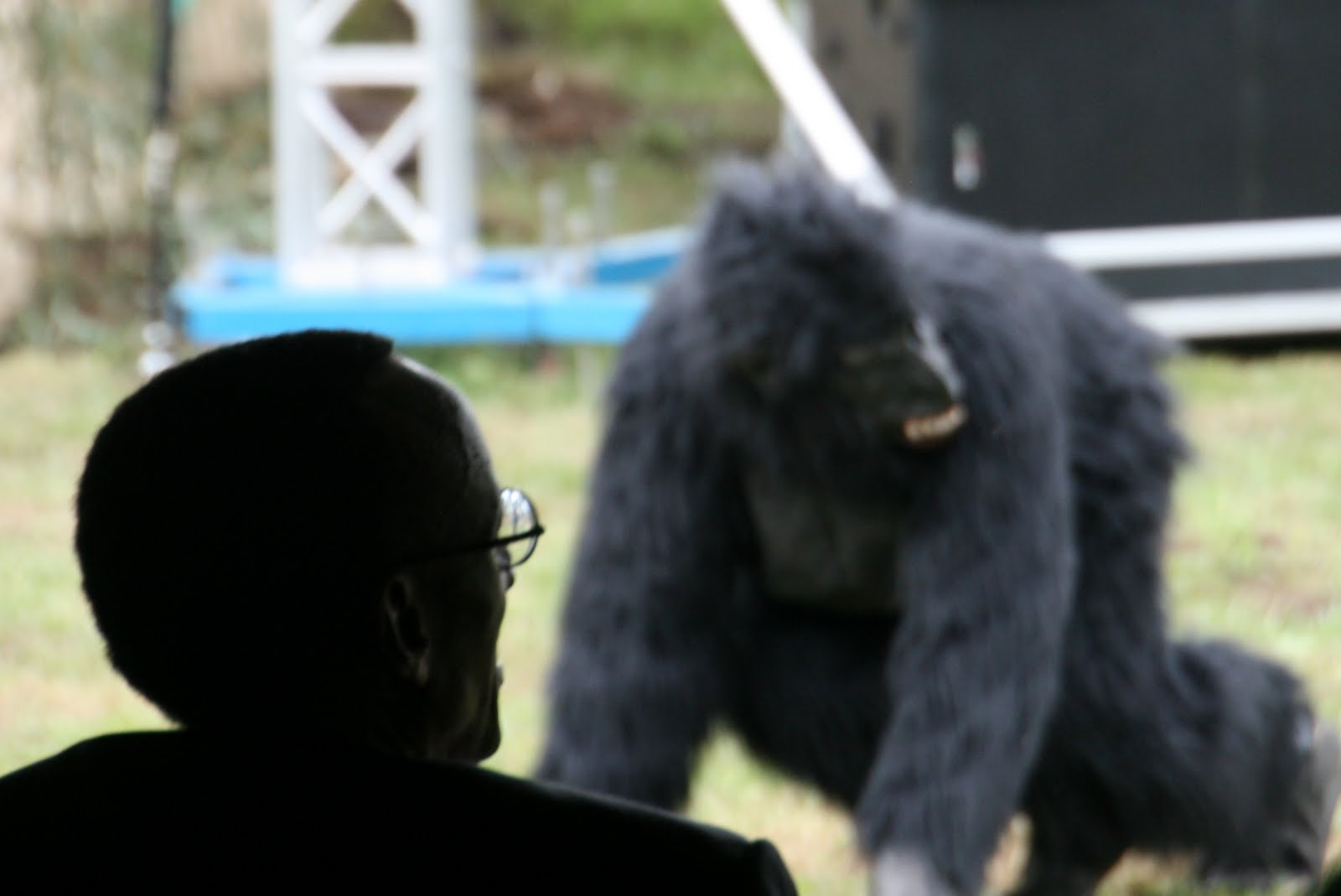
Президент Руанды Поль Кагаме на 6-й ежегодной церемонии Квита Изина

Идея церемонии появилась в 2004 году, чтобы привлечь внимание к крупнейшей туристической достопримечательности страны — горным гориллам, находящимся под угрозой исчезновения как на местном, так и на международном уровне. Основная цель церемонии — помочь наблюдать за каждой отдельной гориллой и их группами в их естественной среде обитания в Национальном парке Вулканов в горах Вирунга на севере страны. Своё название получила в честь церемонии наречения имени предков, которая происходила после рождения новорожденного.
Первая церемония прошла в 2005 году.
Организатором выступает Совет по развитию Руанды.
С 2009 по 2012 год для повышения осведомленности о сохранении горных горилл проводилась одноимённая велогонка Тур Квита Изины.